# Cratere Pryderi
Pryderi  è un cratere sulla superficie di Europa.